# Cylloceria ussuriensis
Cylloceria ussuriensis är en stekelart som beskrevs av Humala 2002. Cylloceria ussuriensis ingår i släktet Cylloceria och familjen brokparasitsteklar. Inga underarter finns listade i Catalogue of Life.